# Karl August Hermann
Karl August Hermann (ur. 23 września 1851 w miejscowości Võhma koło Põltsamaa, zm. 11 stycznia 1909 w Tartu) – estoński językoznawca, dziennikarz i kompozytor.
Uczęszczał do szkoły w Põltsamaa, później pracował w niej jako tutor. Kilka lat spędził pracując jako nauczyciel w Petersburgu. W tym czasie był inicjatorem estońskiej grupy teatralnej. W 1873 roku wystawili oni sztukę Augusta Ifflanda, Das Hagestolzen, przetłumaczoną i wyreżyserowana przez Hermanna. 
W 1875 roku rozpoczął studia teologiczna na Uniwersytecie w Tartu, ale wkrótce przeniósł się na Uniwersytet w Lipsku, gdzie, w 1880 roku uzyskał doktorat z lingwistyki porównawczej. W latach 1882–1885 był redaktorem czasopisma Eesti Postimees, a od 1886 Perno Postimees, które zakupił i zmienił tytuł na Postimees. W latach 1889–1908 był profesorem języka estońskiego na Uniwersytecie w Tartu. 
Był również aktywnym kompozytorem, twórcą blisko tysiąca pieśni chóralnych, a także niewielkiej liczby utworów instrumentalnych. Zbierał także estońskie pieśni ludowe oraz organizował festiwale muzyczne. W latach 1885–1897 wydawał pierwszy estoński magazyn muzyczny Laulu ja mängu leht, w którym rozwijał estońskojęzyczną terminologię muzyczną.
Zmarł 11 stycznia 1909 w Tartu. W 1934 roku w Põltsamaa wzniesiono jego pomnik autorstwa Alfreda Leiusa. 